# Nanning Mol
Nanning Mol (Hoorn, 29 augustus 1980) is een Nederlands bestuurskundige, politicus en bestuurder. Hij is lid van de VVD. Sinds 5 juni 2025 is hij burgemeester van Dordrecht. Sinds 28 mei 2021 is hij voorzitter van de VVD Bestuurdersvereniging.

## Biografie
Mol groeide op als jongste van vier kinderen in een gezin in Etersheim. Hij studeerde bestuurskunde en overheidsmanagement aan de Thorbecke Academie en daarna bestuurskunde aan de Universiteit Leiden. Van 2001 tot 2002 was hij landelijk penningmeester en van 2002 tot 2003 vicevoorzitter organisatie van de JOVD. Hij werkte voor de VVD-Tweede Kamerfractie bij Charlie Aptroot en Mark Rutte.
Daarna was Mol werkzaam als strategisch bestuursadviseur bij de Unie van Waterschappen. Vervolgens was hij tot zijn wethouderschap in 2017 werkzaam als hoofd Verenigingszaken en Internationale Zaken bij de VVD. Hij begon zijn politieke carrière namens de VVD in 2008 als commissielid van Voorschoten, daarna was hij er van 2010 tot 2017 gemeenteraadslid en fractievoorzitter.  Vanaf 2017 was Mol er wethouder en 1e locoburgemeester.
Vanaf 30 september 2019 was Mol burgemeester van het Noord-Hollandse Laren. Op 28 mei 2021 werd hij voorzitter van de VVD Bestuurdersvereniging Op 5 juni 2025 werd hij burgemeester van Dordrecht.
Mol woont samen met zijn vriend.